# Zénaïde Ioussoupov (1861-1939)
Ne doit pas être confondu avec Zénaïde Ioussoupov (1809-1893) de la même famille.
La princesse Zénaïde Nikolaïevna Youssoupoff, en russe : Зинаида Николаевна Юсупова (Zinaïda Nikolaïevna Ioussoupova), née à Saint-Pétersbourg le 2 septembre 1861 et morte à Paris le 24 novembre 1939, est une aristocrate russe.
Elle était la fille du prince Nicolas Borissovitch Ioussoupov et de la princesse, née Tatiana Aleksandrovna de Ribeaupierre, elle-même fille d'un émigré français, le comte de Ribeaupierre et d'une nièce de Potemkine.

## Biographie
Elle était l'unique héritière de l'illustre et riche famille Ioussoupov. Les Ioussoupov étaient immensément riches, possédaient des domaines totalisant 2 000 km2 de terres, avec des usines sucrières, des moulins, des briqueteries, des mines de charbon, des distilleries, des usines textiles, etc. et surtout une collection d'art et de bijoux accumulée par les ancêtres de Zénaïde, surtout le prince Nicolas Borissovitch Ioussoupov (1751-1831), et agrandie par son père, le prince Nicolas Borisovitch Ioussoupov (1827-1891).
Cultivée, raffinée et mondaine, la princesse qui, comme l'aristocratie russe de l'époque, parlait français, s'exprimait aussi en anglais et en allemand. Elle parcourait les villes d'eaux, les capitales et les cours européennes. Le prince héritier de Bulgarie aurait voulu l'épouser. Son père ayant été diplomate, elle connaissait parfaitement l'Italie, l'Allemagne et la France, où la famille avait de somptueux domaines, dont le château de Keriolet, sur les hauteurs de Concarneau. En tout, les Ioussoupov possédaient seize châteaux ou palais, dont le plus somptueux était le palais Ioussoupov de la Moïka, au bord de la Moïka, à Saint-Pétersbourg, et le plus agréable, leur domaine d'Arkhangelskoïe, près de Moscou.
Elle épousa à Saint-Pétersbourg le comte Félix Félixovitch Soumarokov-Elston, le 4 avril 1882. À la mort de son beau-père, le comte Soumarokov-Elston reçut de l'empereur Alexandre III de Russie, la permission spéciale de relever le titre des Ioussoupov qui, sinon, aurait disparu. Il devint ainsi prince Ioussoupov et comte Soumarokov-Elston, transmissible à ses héritiers. En 1904, il fut nommé aide-de-camp du grand-duc Serge Alexandrovitch, gouverneur de Moscou et oncle de Nicolas II. Il commandait les Chevaliers-Gardes de la Garde impériale et en 1914 devint gouverneur de Moscou.
La princesse faisait partie donc de la haute société européenne et pétersbourgeoise. Elle fut portraiturée par les peintres des salons de l'époque (dont Valentin Serov) et dirigeait des œuvres de mécénat, surtout dans le domaine de l'art, de la musique, ainsi que des œuvres de charité. Brillante et redoutée, elle ne cachait pas son peu d'intérêt pour l'impératrice Alexandra à qui elle trouvait un air de petite provinciale allemande.
De son union avec le comte Soumarokov-Elston, elle eut deux fils :
- Nicolas (1883-1908) qui mourut lors d'un duel.
- Félix (1887-1967), fameux pour sa participation à la conjuration contre Raspoutine, et qui épousa la nièce de Nicolas II, la princesse Irène.

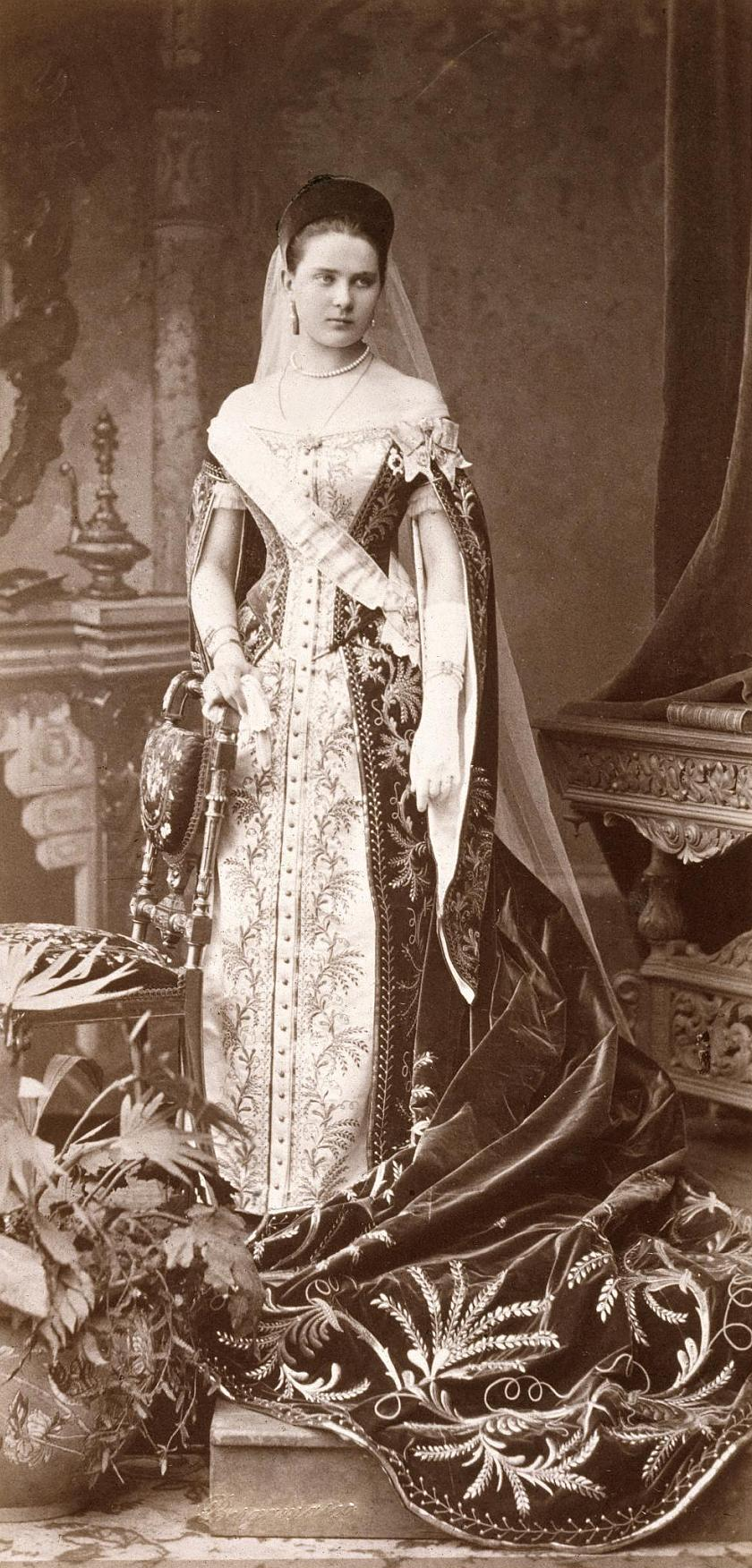
Zénaïde vers 1882.
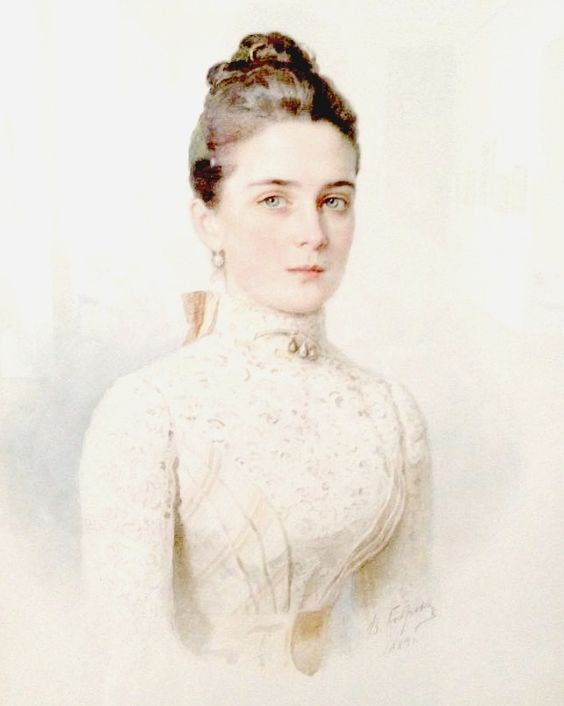
1889.
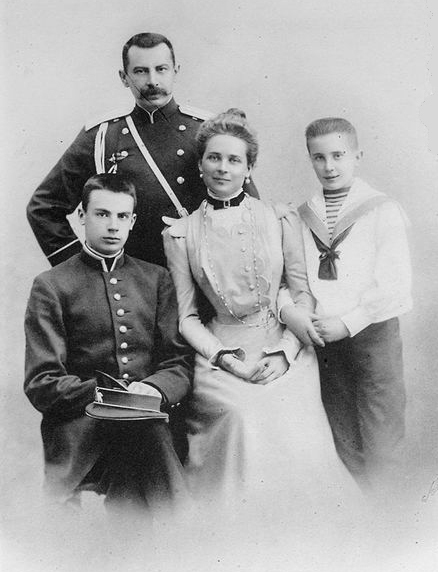
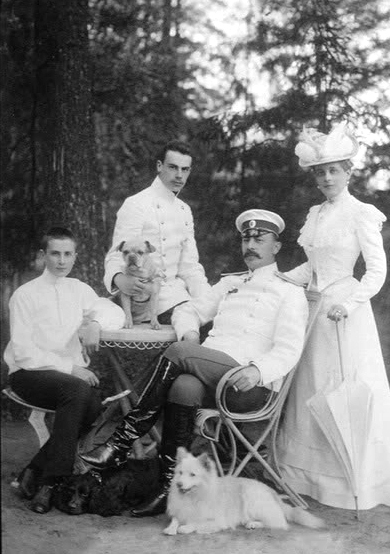

## Après la révolution
Durant la révolution russe, la princesse et son mari émigrèrent à Rome, où ils avaient quelques avoirs et laissèrent derrière eux tous leurs biens. Leur fils, revenu à l'aube de la révolution de son exil en Crimée, avait pu sauver de somptueux bijoux et des tableaux de Rembrandt ; mais, après une longue vie mondaine et dispendieuse, il mourut dans une relative modestie à Paris.
À la mort de son mari, la princesse habita constamment à Paris où habitaient son fils et sa belle-fille, ainsi qu'une colonie importante d'exilés russes. Elle mourut à Sèvres, pendant la « drôle de guerre », et ne connut pas l'occupation allemande. Elle repose au cimetière russe de Sainte-Geneviève-des-Bois, dans la même sépulture que son fils et sa belle-fille.